# Iron Sky (The Original Film Soundtrack)
Iron Sky (The Original Film Soundtrack) je tretji soundtrack skupine Laibach, ki je izšel leta 2012 pri založbi Mute Records. Album vsebuje glasbo, ki je bila posneta za komični znanstvenofantastični akcijski film Iron Sky, režiserja Tima Vuorensole. Pri snemanju so sodelovali tudi Severa Gjurin, Miha Dovžan, Mina Špiler in Iztok Turk. To je tretji soundtrack skupine Laibach, po albumih Krst pod Triglavom-Baptism (1986) in Macbeth (1990).

## Seznam skladb
Vse skladbe so delo skupine Laibach, razen kjer je posebej napisano.
| Št. | Naslov                                                            | Pisec                                                                             | Dolžina |
| --- | ----------------------------------------------------------------- | --------------------------------------------------------------------------------- | ------- |
| 1.  | „B-Mashina (Iron Sky Prequel)‟                                    | Tomi Meglič/Laibach/Laibach, Srečko Bajda, Luka Jamnik                            | 4:38    |
| 2.  | „Take me to Heaven‟                                               | Ive Dolžan, Laibach                                                               | 3:55    |
| 3.  | „Problems, Big Time! / Schwarze Sonne‟                            |                                                                                   | 1:40    |
| 4.  | „Classroom (Where Are We From?) / Spaceship Hangar‟               |                                                                                   | 1:00    |
| 5.  | „Kameraden, Wir Kehren Heim!‟                                     | Karl Wilhelm Krefeld, Max Shneckenburger/Falk Jung-Stennulat                      | 1:36    |
| 6.  | „Ein Spion von der Erde‟                                          |                                                                                   | 0:19    |
| 7.  | „Sauerkraut‟                                                      |                                                                                   | 0:56    |
| 8.  | „Washington's Escape‟                                             |                                                                                   | 2:13    |
| 9.  | „Dr. Richter's Laboratory‟                                        |                                                                                   | 2:41    |
| 10. | „Vivian's "Untergang"‟                                            |                                                                                   | 1:44    |
| 11. | „Klaus and Renate‟                                                |                                                                                   | 1:35    |
| 12. | „In the Machine‟                                                  |                                                                                   | 1:50    |
| 13. | „Renate and Washington at the Lab / Albinising Operation‟         |                                                                                   | 3:00    |
| 14. | „Nazi Expedition to Earth‟                                        |                                                                                   | 2:37    |
| 15. | „Renate's Surprise‟                                               |                                                                                   | 0:54    |
| 16. | „Peace Lovin' Brother Rap‟                                        |                                                                                   | 2:39    |
| 17. | „The Good Times for the Bad People‟                               |                                                                                   | 1:08    |
| 18. | „Renate's Message of Peace‟                                       |                                                                                   | 1:28    |
| 19. | „The Miracle in White House‟                                      |                                                                                   | 0:37    |
| 20. | „The Answer to the Question‟                                      |                                                                                   | 2:14    |
| 21. | „The Moon Nazis are coming‟                                       |                                                                                   | 0:36    |
| 22. | „125' Later Ragtime‟                                              |                                                                                   | 0:08    |
| 23. | „A Good War Blues (Klaus and Vivian)‟                             |                                                                                   | 1:37    |
| 24. | „Die Flotte ist bereit‟                                           |                                                                                   | 1:25    |
| 25. | „Der Führer's last Waltz‟                                         |                                                                                   | 3:08    |
| 26. | „Meteorblitzkrieg begins‟                                         |                                                                                   | 3:07    |
| 27. | „Ready to Face the Music (Counterattack)‟                         |                                                                                   | 1:41    |
| 28. | „UN Security Council Confessions‟                                 |                                                                                   | 1:58    |
| 29. | „Space Battle Suite‟                                              |                                                                                   | 2:54    |
| 30. | „James and Renate inside the Götterdämmerung‟                     |                                                                                   | 1:08    |
| 31. | „The United States of America does not Negotiate with Terrorists‟ |                                                                                   | 0:45    |
| 32. | „Moon Attack‟                                                     |                                                                                   | 2:16    |
| 33. | „Götterdämmerung muss fliegen‟                                    |                                                                                   | 1:50    |
| 34. | „Feuer frei!‟                                                     |                                                                                   | 1:22    |
| 35. | „Fight between Washington and Dr. Richter‟                        |                                                                                   | 0:39    |
| 36. | „Klaus and Renate's Final 'Rendezvous'‟                           |                                                                                   | 2:40    |
| 37. | „The Fall of Götterdämmerung‟                                     |                                                                                   | 1:02    |
| 38. | „America‟ (feat. Silence)                                         | Francis Scott Key, John Stafford Smith/Laibach                                    | 4:28    |
| 39. | „Under the Iron Sky‟ (feat. Mina Špiler & The Putokazi Choir)     | Joonas Naskali, Kaiti Kink, Tapani Siirtola/Laibach, Slavko Avsenik mlajši, iTurk | 4:35    |
| 40. | „End Title (We Leave in Peace)‟                                   |                                                                                   | 2:50    |

## Gostje
- Iron Sky Choir (2, 5)
- Niko Zlobko – kitara (2)
- Robi Pikl – slide kitara (2)
- Severa Gjurin – vokal (2)
- Miha Dovžan – citre (2)

## Produkcija
- Aranžmaji: Slavko Avsenik mlajši, iTurk
- Naslovnica: Jussi Lehtiniemi, Samuli Torssonen
- Oblikovanje: Timo Vuorensola
- Menedžment: Robert Schilling
- Producent: Laibach
- Miks: iTurk
- Fotografija: Mika Orasmaa